# Árnyak (Babylon 5)
Az árnyak a Babylon 5 univerzumában egy idegen faj. A sorozatban ez az ősi, hatalmas civilizáció a fejlődés érdekében a pusztítást használja eszközül. 

## Jellemzőik
A történetben az árnyak a legősibb fennmaradt civilizáció. A faj születése az univerzum keletkezésének korai szakaszàra tehető, amikor az élet nagyon nehezen tudott kialakulni és rengeteg kihívással nézett szembe. Ebből ered fő filozófiájuk, hogy csakis háború, és konfliktus által lehet fejlődést elérni. Mikor az Elsők elhagyták a galaxist, két faj maradt, hogy elősegítsék a fiatalabb fajok fejlődését. Az egyik faj az árnyak, a másik pedig a vorlonok voltak. Ezer évenként összegyűjtik seregeiket, és lerohanják a galaxist, pusztítást és káoszt hozva.
Több millió évvel ezelőtt érték el az űrutazás szintjét. A fejlettségi szintjük ebből adódóan meghaladja az emberi képzelőerő határait. Az űrhajóik továbbfejlesztett szerves technológián alapulnak. Ennek köszönhetően szinte legyőzhetetlenek. A hajó fő védelmét egy összetett biopajzs alkotja. Ez szinte minden lövést képes elnyelni. A fegyverzetet egy hihetetlenül erős és precíz sugárfegyver jelenti. Ezzel szemben a legtöbb hajó védtelen. A hajók irányítása telepatikusan történik. Ennek köszönhetően rendkívül erős támadásokat tudnak indítani. Ez egyben a gyengéjük is, ha ugyanis telepatikusan ezt a kapcsolatot megszakítják a pilóta és a (feltehetőleg külön tudattal rendelkező, élő) hajó között, az védtelenné teheti őket. Így ezt a rövid időt kihasználva (míg a kapcsolat helyreáll) az ellenséges hadihajók képesek kárt tenni az árnyak hajóiban.
Az árnyak nem térkapukon át közlekednek, ahogyan a legtöbb faj. Képesek egyszerűen a semmiből előtűnni (mindenféle energiakitörés nélkül), így meglephetik a célpontot. Otthonuk a peremvidéki Z'HA'DUM bolygó. Magukról az árnyaktól nem sokat tudni. A telepátia felső szintjén kommunikálnak. Minden, a technikájuk megfejtésére tett kísérlet elbukott.
A Centauri Birodalmat és a Föld Szövetséget támogatták. A Föld elkezdett kísérletezni, azzal, hogy hajóikra árny technológiát szerelnek. Így keletkeztek az Omega-X osztályú rombolók.